# Nậm Tăm
Nậm Tăm là một xã thuộc huyện Sìn Hồ, tỉnh Lai Châu, Việt Nam.
Xã Nậm Tăm có diện tích 106,06 km², dân số năm 2011 là 3.428 người, mật độ dân số đạt 32 người/km².